# George de Relwyskow
George Frederick Henry de Relwyskow (18. června 1887 Londýn – 9. listopadu 1943 Barma) byl britský zápasník ve volném stylu. Pocházel z rodiny přistěhovalců z carského Ruska.
Jako student výtvarného umění se stal v roce 1907 mistrem Anglie v zápase. Na Letních olympijských hrách 1908 startoval ve dvou disciplínách: v lehké váze získal zlatou medaili a ve střední váze stříbrnou. Byl nejmladším olympijským vítězem v zápase až do roku 1976, kdy ho překonal Suren Nalbandjan.
Po olympiádě cestoval po světě jako profesionální zápasník, za první světové války působil jako instruktor bojových umění v britské armádě. Na LOH 1924 byl trenérem britského zápasnického týmu, vydal také knihu o umění sebeobrany. Za druhé světové války se přihlásil jako dobrovolník k Special Operations Executive. Podle jedněch zdrojů padl v roce 1943 při bojích v Barmě, podle jiných zemřel o rok dřív ve svém domě v Leedsu.
Zápasníkem byl i jeho syn George de Relwyskow Jr.